# 24 Horas por Dia (canção)
"24 Horas por Dia" é uma musica da cantora brasileira Ludmilla, incluída em seu álbum de estreia, intitulado Hoje (2014). Foi lançada em 15 de outubro de 2015 nas rádios brasileiras como o quinto single do disco.

## Composição
O single foi composto pela própria Ludmilla , Ludmilla já tinha gravado o single quando ainda chamava-se pelo nome artístico MC Beyoncé porem quando assinou contrato com a Warner Music e mudou seu nome para Ludmilla, ela regravou a música em uma versão ''light'' produzida por Rick Joe.

## Lista de faixas
| Download digital |                    |                |         |  |
| N.º              | Título             | Compositor(es) | Duração |  |
| 1.               | "24 Horas por Dia" | Ludmilla       | 3:12    |  |

## Videoclipe
O videoclipe acompanhante para "24 Horas por Dia" foi dirigido por Felipe Sassi e coreografado por Daniel Lourenço. Gravado em três locações na cidade de São Paulo, "24 Horas Por Dia" conta com 5 cenários, 5 figurinos para Ludmilla, 8 dançarinos e 25 figurantes.
No clipe, Ludmilla se diverte numa pista de skate, se arruma em um salão de beleza e curte um bar com as amigas, tudo isso acompanhado de coreografia. Enquanto isso, uma garota a acompanha nas redes sociais, postando comentários ofensivos a troco de nada. No final, a mulher chega ao bar com o seu namorado, o cantor Biel, que acaba se apaixonando por Ludmilla.

## Desempenho nas tabelas musicais
| Parada (2015)                                               | Melhor posição |
| ----------------------------------------------------------- | -------------- |
| Brasil - Billboard Brasil Hot 100 Airplay                   | 46             |
| Brasil - Billboard Brasil Regional Belo Horizonte Hot Songs | 3              |
| Brasil - Billboard Brasil Regional Florianópolis Hot Songs  | 3              |
| Brasil - Billboard Brasil Regional Porto Alegre Hot Songs   | 10             |
| Brasil - Billboard Brasil Regional Recife Hot Songs         | 8              |
| Brasil - Billboard Brasil Regional Rio de Janeiro Hot Songs | 4              |
| Brasil - Billboard Brasil Regional Salvador Hot Songs       | 8              |
| Brasil - Billboard Brasil Regional São Paulo Hot Songs      | 6              |